# Purbasana
Purbasana is een bestuurslaag in het regentschap Tegal van de provincie Midden-Java, Indonesië. Purbasana telt 3209 inwoners (volkstelling 2010).